# Paradorydium spathifer
Paradorydium spathifer är en insektsart som beskrevs av Rauno E. Linnavuori 1979. Paradorydium spathifer ingår i släktet Paradorydium och familjen dvärgstritar. Inga underarter finns listade i Catalogue of Life.